# Chaetabraeus convexus
Chaetabraeus convexus är en skalbaggsart som först beskrevs av Edmund Reitter 1884.  Chaetabraeus convexus ingår i släktet Chaetabraeus och familjen stumpbaggar. Inga underarter finns listade i Catalogue of Life.